# HBW Balingen-Weilstetten
HBW Balingen-Weilstetten; (pełna nazwa: Handball Balingen - Weilstetten e. V.) – niemiecki klub piłki ręcznej mężczyzn powstały w 2002 r. z siedzibą w Balingen, z połączenia się: TSG Balingen i TV Weilstetten. Klub występuje w rozgrywkach Bundesligi. Klub do Bundesligi awansował w 2006 roku.